# Apocephalus inaffectus
Apocephalus inaffectus är en tvåvingeart som beskrevs av Brown 2002. Apocephalus inaffectus ingår i släktet Apocephalus och familjen puckelflugor. Inga underarter finns listade i Catalogue of Life.